# Olešná (Pelhřimov)
Olešná è un comune della Repubblica Ceca facente parte del distretto di Pelhřimov, nella regione di Vysočina.